# تساو، ارمنستان
تساو (به ارمنی: Ծավ) یک سکونتگاه مسکونی در ارمنستان است که در استان سیونیک واقع شده‌است.در جنوب کاپان، مرکز استان سیونیک واقع شده است.

## خصوصیات
تساو ۵۹٫۴۴ کیلومترمربع مساحت و ۳۵۱ نفر جمعیت دارد و بالاتر از سطح دریا قرار گرفته است.